# Оружие Победы (музей)
Музей военной техники «Оружие Победы» (Музей боевой славы) — музей военной техники в городе Краснодаре.

## История
Музей военной техники «Оружие Победы» расположен в краснодарском парке 30-летия Победы. Вход в музей бесплатный. Всего на территории музея представлено около 40 единиц крупной военной техники. Большая часть представленной техники времен Второй мировой войны. Некоторые виды вооружения изготовлены до 1941 года. Среди них самоходная установка 1938 года.
Техника периода Второй мировой войны представлена тяжелым вооружением. Это танки, пушки, зенитные установки, «катюши». Танк Т-34 выпущен в 1940 году, танк принимал участие в боях. Среди экспонатов — подводная лодка 1955 года, выпущенная в Ленинграде (Санкт-Петербург). Лодка представлена частично вкопанной в землю.
Экспонаты новейшего периода истории представлены вооружением холодной войны. Среди них бронетранспортеры и БТР. На территории музея установлен также памятник героям Советского Союза, освобождавшим Кубань и Краснодар в годы войны. Имена героев высечены на стеле памятника.
В выставочном зале музея представлены экспонаты времен Великой Отечественной войны. Среди них военная форма, детские игрушки, кухонная посуда, баян, военная аптечка, стрелковое оружие, военная документация, медали и награды, фотографии военных лет и др.

## Внешняя экспозиция
Ряд экспонатов советской военной техники находятся под открытым небом перед павильоном музея в парке имени 30-летия Победы.
| Фотография                                 | Название  | Примечание                                                                       |
| ------------------------------------------ | --------- | -------------------------------------------------------------------------------- |
| Танки                                      |           |                                                                                  |
|                                            | Т-34      | Танк Т-34 модель 1943 года. Принимал участие в боях Великой Отечественной войны. |
|                                            | ИС-3      | Тяжелый танк ИС-3М.                                                              |
|                                            | ПТ-76     | Плавающий танк ПТ-76.                                                            |
| Самоходная артиллерия                      |           |                                                                                  |
|                                            | СУ-100    | Самоходная артиллерийская установка СУ-100.                                      |
|                                            | ИСУ-152   | Самоходная артиллерийская установка ИСУ-152.                                     |
|                                            | ИСУ-152   | Самоходная артиллерийская установка ИСУ-152К (командирская).                     |
|                                            | СУ-122-54 | Самоходная артиллерийская установка 1950-х годов СУ-122-54.                      |
|                                            | БМ-13     | Гвардейский миномет БМ-13-16 («Катюша») на шасси ЗИС-151.                        |
| Бронеавтомобили, бронетранспортёры, тягачи |           |                                                                                  |
|                                            | БТР-40    | Бронетранспортер БТР-40.                                                         |
|                                            | БТР-152   | Бронетранспортёр БТР-152-К (командирский).                                       |
|                                            | БРДМ-1    | Боевая разведывательно-дозорная машина.                                          |
|                                            | МТ-ЛБ     | Легкий многоцелевой транспортёр-тягач бронированный МТ-ЛБ.                       |
|                                            | Р-330П    | Станция помех радиосвязи на базе МТ-ЛБ.                                          |
|                                            | 9К79      | Ракетный тягач.                                                                  |
| Артиллерия                                 |           |                                                                                  |
|                                            | ЗИС-2     | 57-мм противотанковая пушка ЗИС-2.                                               |
|                                            | ЗИС-3     | 76-мм дивизионная пушка ЗИС-3.                                                   |
|                                            |           | 23-мм автоматическое зенитное орудие.                                            |
|                                            | Б-4       | 203-мм гаубица образца 1931 года (Б-4).                                          |
|                                            | А-19      | 122-мм корпусная пушка А-19 образца 1931/1937.                                   |
| Военно-морская техника                     |           |                                                                                  |
|                                            | М-261     | Дизельная подводная лодка проекта А615.                                          |